# Marguerita Pillini
Marguerita Pillini, née en 1839 à Turin et morte le 11 mars 1922 à Paris, est une peintre française d'origine italienne.

## Biographie
Marguerita Pillini est la fille de Joseph Pillini, ancien officier ayant participé à l'épopée napoléonienne, et de Cécile Massa de Revel.
Elle fait ses premières armes à l'Académie des Beaux-Arts de Turin, puis arrive très tôt à Paris. Elle est élève de Gustave Courbet, puis plus tard de Marie-Désiré Bourgoin.
À la mort de Courbet, elle cherche sa voie et se dirige vers la Bretagne dont les charmes lui ont été vantés. En arrivant à Douarnenez, c'est la révélation ; elle étudie dès lors les Bretons et Bretonnes dans toutes les circonstances de leurs travaux maritimes et champêtres.
En 1878, elle propose sa première toile au Salon, Pauvre famille bretonne, en signant Marco Pillini. Ce n'est qu'à partir de 1883 qu'elle signe Marguerita.
Elle demande et obtient la naturalisation française.
Elle meurt célibataire à son domicile de la rue de Clichy à l'âge de 83 ans. 
Par testament en date du 10 février 1922, elle souhaite vendre la totalité de son œuvre (elle ne souhaite pas vendre de son vivant), afin de créer une fondation et récompenser annuellement un artiste peintre. C'est Caterina Pillini (1840-1930), la sœur de l'artiste qui s'occupe d'exécuter les dernières volontés. Le vendredi 23 mai 1924 sont vendues aux enchères les œuvres de l'artiste. La somme récoltée par la vente des 150 tableaux sert à fonder un prix perpétuel destiné à récompenser un peintre non favorisé par la fortune et méritant. Une seconde vente a lieu le 30 mars 1925, à l'hôtel Drouot.

## Galerie

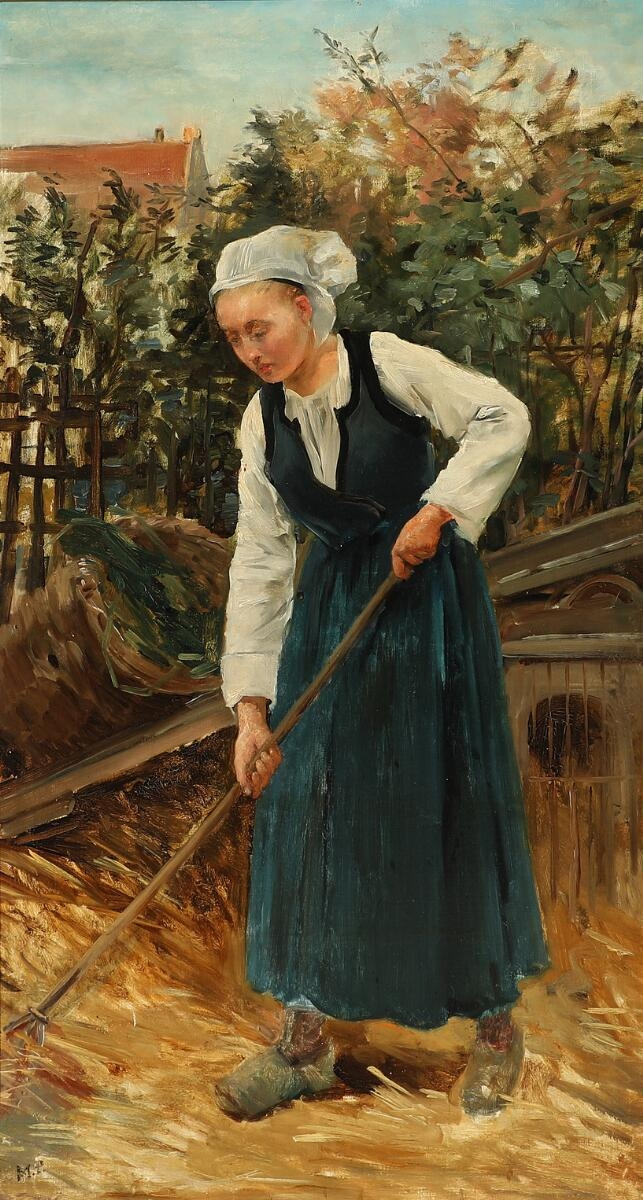
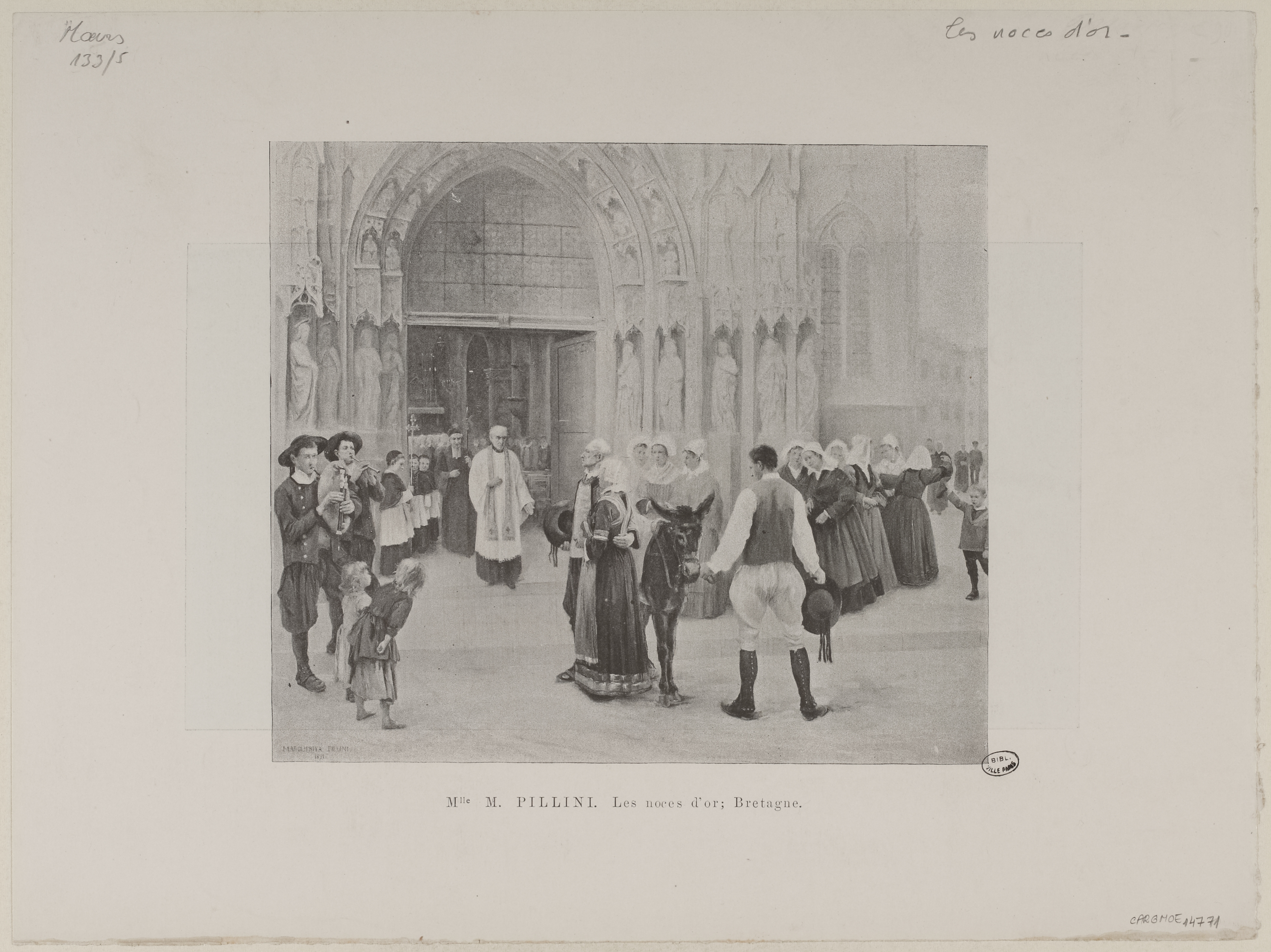

## Prix Pillini
Prix annuel de mille six cents francs, fondé par Mlle Marguerite Pillini, en faveur d'un artiste peintre méritant et de condition modeste. Ce prix sera attribué par le Jury de Peinture du Salon des artistes français.

### Lauréats
- 1926 : Gabrielle Berrhagorry-Suair et Ermen Parini
- 1927 : Mathilde Delattre
- 1928 : Madeleine Carpentier et Alfred Nicolas Martin
- 1929 : Gabrielle Berrhagorry-Suair
- 1930 : Alice Bastide
- 1931 : Henriette Dubois-Damart
- 1932 : Paul Marie Vigoureux
- 1933 : Alice Delaye
- 1934 : Jeanne L. Gauzy
- 1935 : Louis Rollet
- 1936 : Gennaro Béfani
- 1937 : Léonie Michaud
- 1938 : Raphaël-Albert Broyelle
- 1939 : Émilien Barthélemy
- 1944 : Charles Ventrillon-Horber
- 1948 : Jules Merle
- 1949 : Eugène Thiery
- 1950 : Édith Faucon